# 巴爾莫勒爾礁板塊

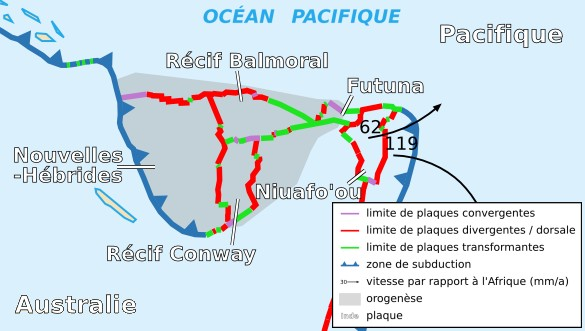
巴爾莫勒爾礁板塊與鄰近板塊

巴爾莫勒爾礁板塊（Balmoral Reef Plate）是太平洋南部的小型板塊，位於島國斐濟以北，與太平洋板塊、澳洲板塊、康威礁板塊和新海布里地板塊相接，其中北面和西面是分離板塊邊緣。